# Musée Roybet-Fould
Le musée Roybet Fould a ouvert ses portes au Parc de Bécon à Courbevoie dans les Hauts-de-Seine en 1951. Il a été restauré il y a quelques années. À l'autre bout du parc de Bécon, se dresse le pavillon des Indes.

## Historique

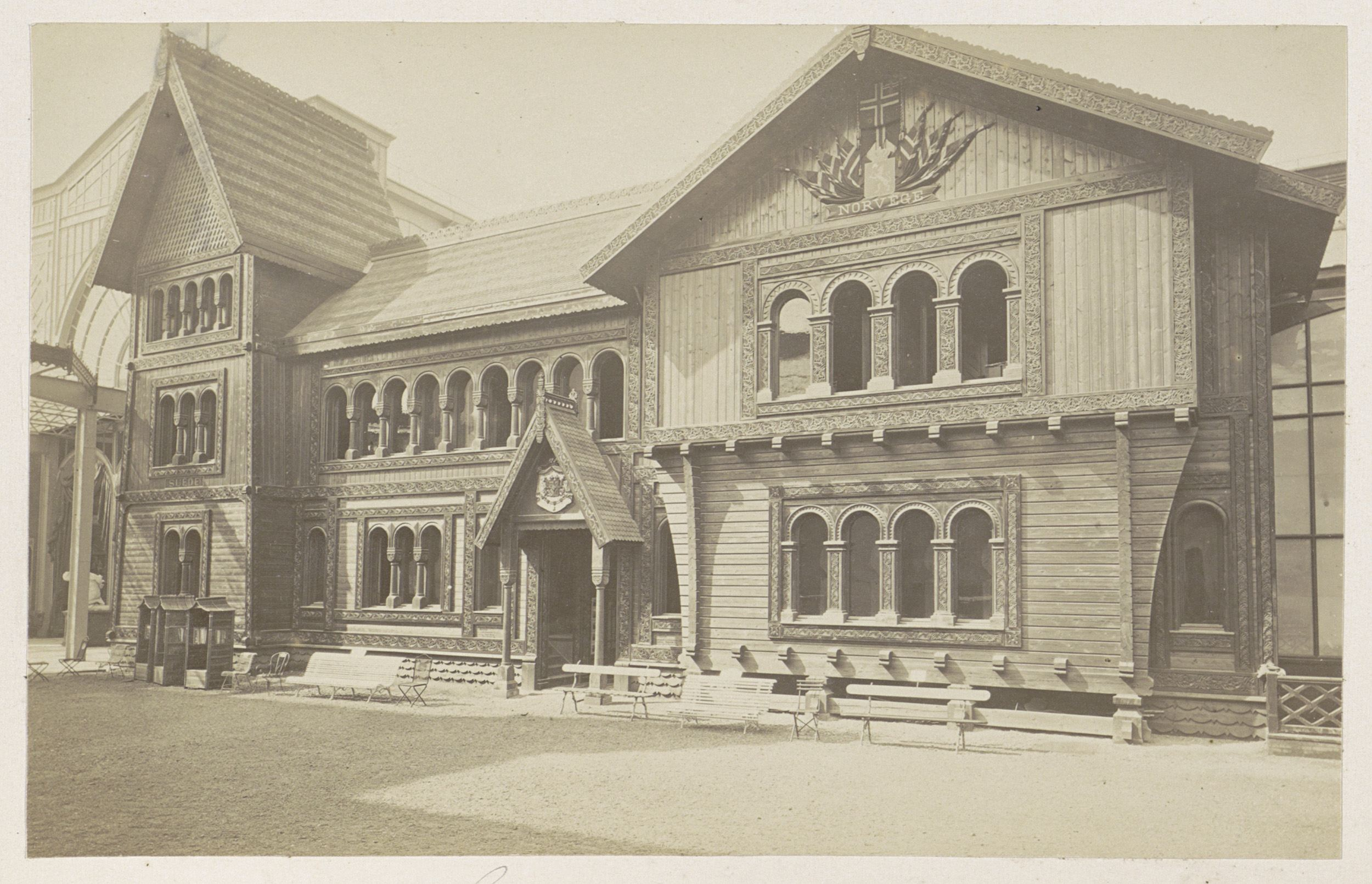
Le pavillon de la Suède et de la Norvège pendant l'exposition universelle de 1878.

Le bâtiment du musée est collé au pavillon de la Suède et de la Norvège qui avait été construit pour l'Exposition universelle de 1878 par Henrik Thrap-Meyer. Il a été donné à la fille adoptive du prince George Stirbey, Consuelo Fould, qui habitait là. Elle y a fait de la peinture et, à sa mort, a légué une partie de sa fortune à la mairie de Courbevoie pour en faire un musée du nom de son professeur : Ferdinand Roybet. À proximité et dépendant du musée se trouve le pavillon des Indes britanniques de l'exposition universelle de 1878.

## Collections
Le musée regroupe des collections d'œuvres de la seconde moitié du XIXe siècle et notamment celles de Consuelo Fould et de Ferdinand Roybet. On y retrouve également des sculptures et peintures de Jean-Baptiste Carpeaux, des dessins d'Alexandre Séon, des peintures d'Adolphe La Lyre, Ary Scheffer, Léon-Charles Canniccioni, Auguste Durst, Albert Gleizes.
Le musée abrite par ailleurs une collection de jouets et des témoignages relatifs à l'histoire locale (souvenir du retour des cendres de Napoléon Ier, des affiches, des cartes postales).

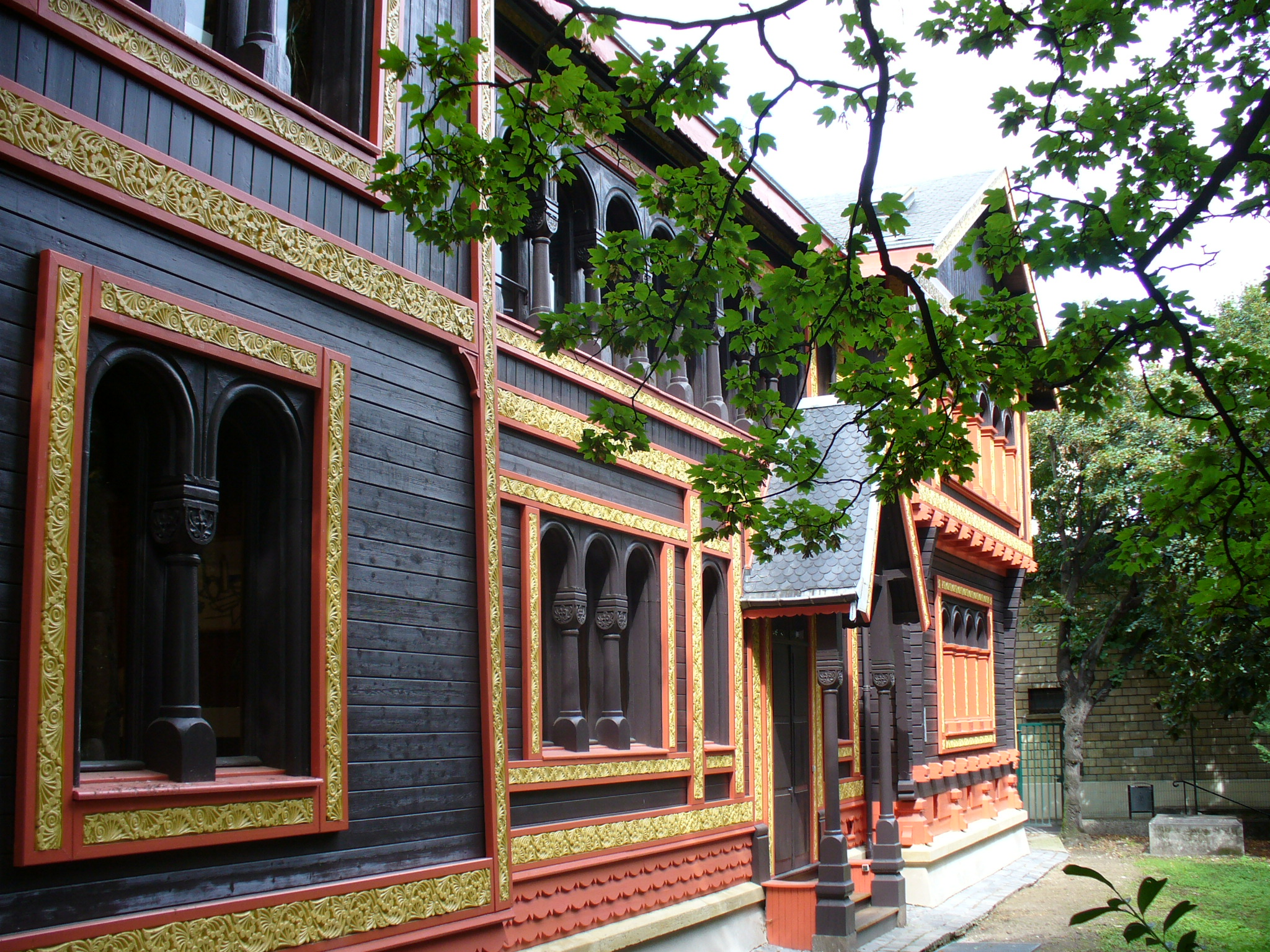
La façade du pavillon de Suède et Norvège de 1878, aujourd'hui à l'arrière du musée Roybet-Fould.

Il s'y trouve des vestiges du palais des Tuileries, incendié sous la Commune de Paris (1871),.

## Expositions temporaires
Le musée organise régulièrement des expositions temporaires consacrées aux jouets :
- Les Trains-jouets de 1835 à 1940 , 1975[6]
- La Poupée française, 1980
- Poupées-merveilles : exposition du 29 novembre 1986 au 11 janvier 1987[7], avec des créations de Sylvia Natterer, Héloïse[8], notamment.
- Poupées tibétaines, exposition du 3 décembre 1988 au 22 janvier 1989

## Galerie

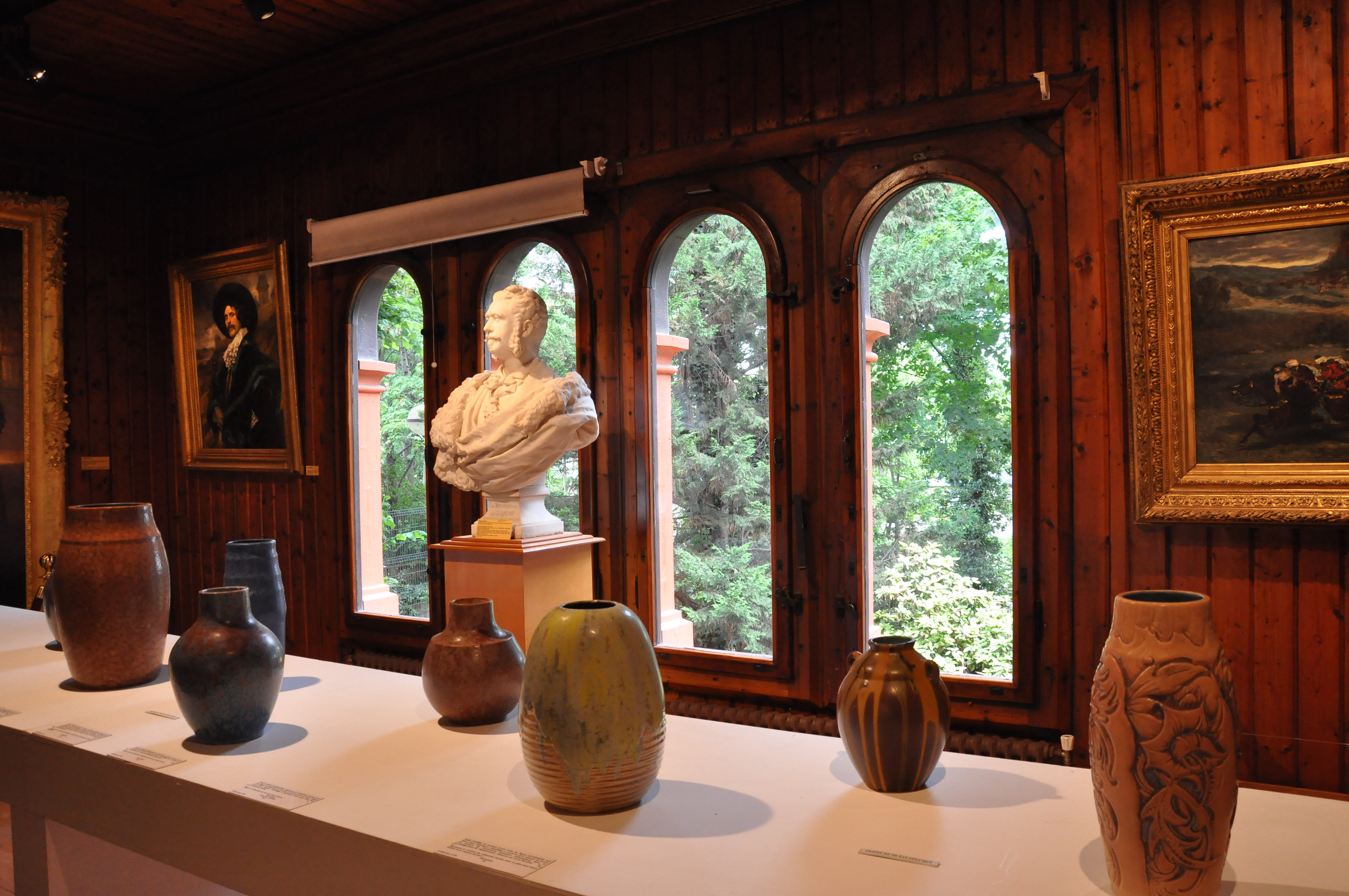
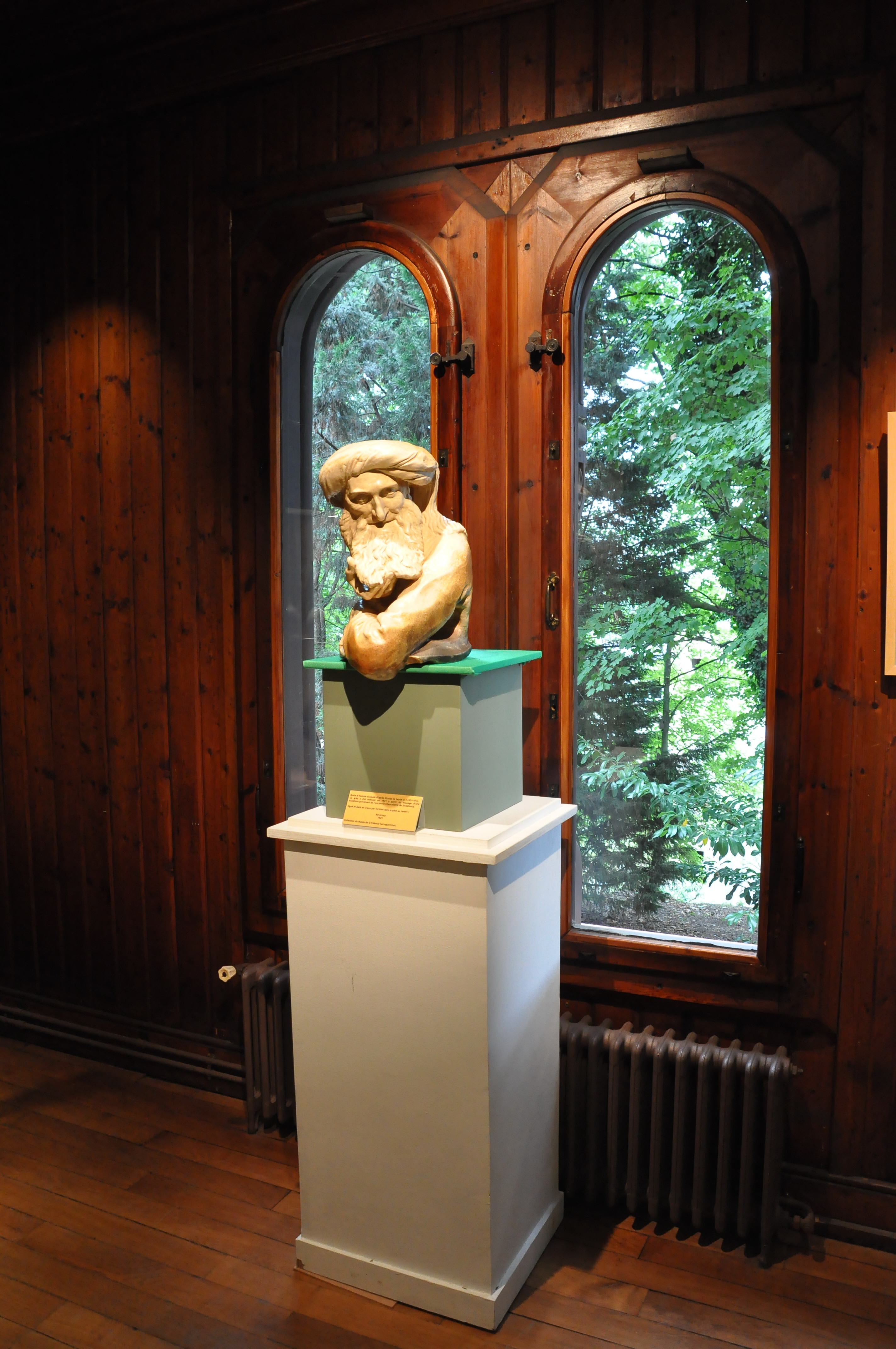
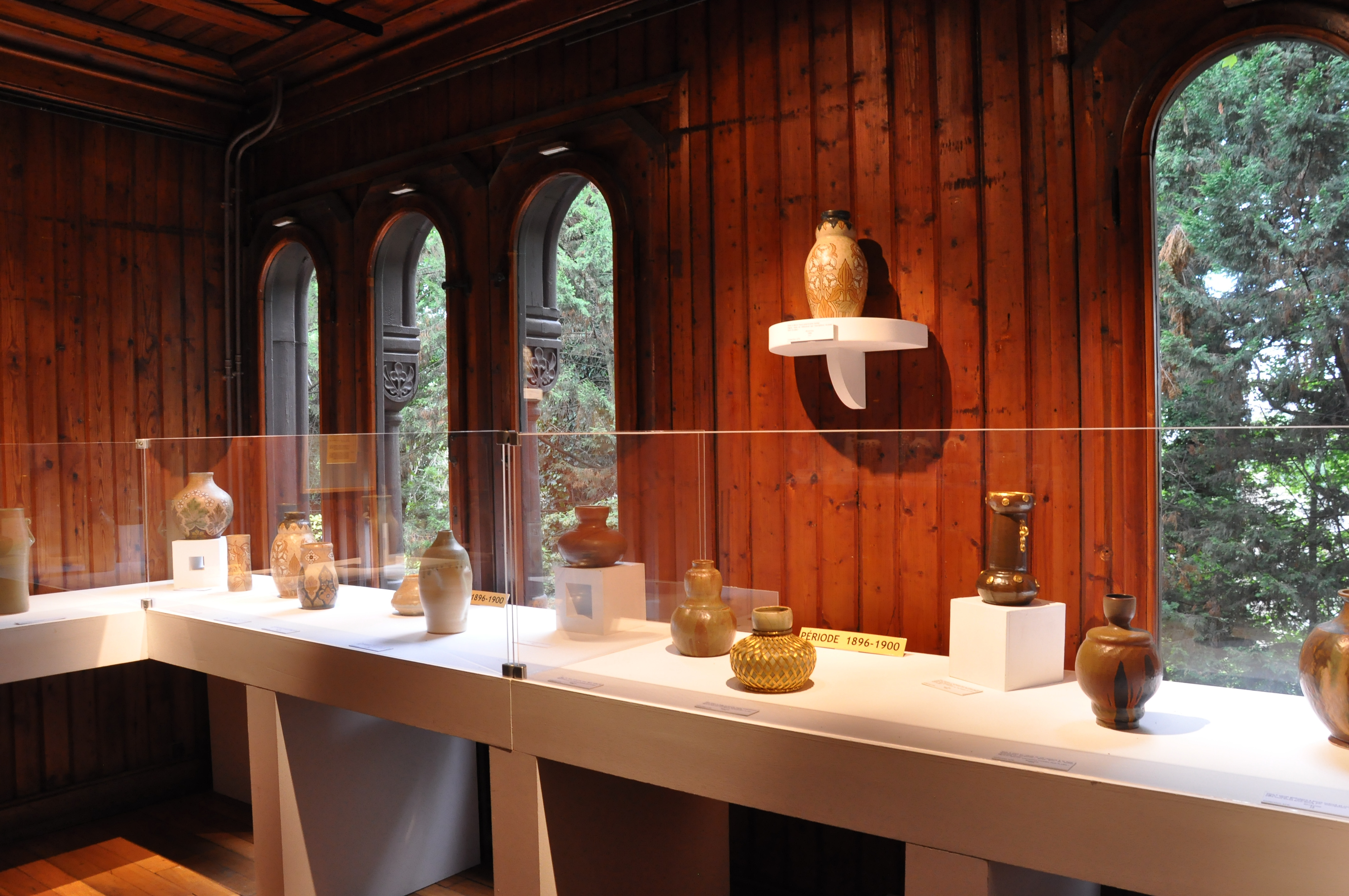